# 叙尔丰
叙尔丰（法語：Surfonds，法語發音：[syʁfɔ̃]）是法国萨尔特省的一个市镇，属于马梅尔斯区。

## 地理
叙尔丰（47°58'28"N, 0°27'41"E）面积4.85 平方千米，位于法国卢瓦尔河地区大区萨尔特省，该省份为法国西北部内陆省份，北起顺时针与奥恩省、厄尔-卢瓦省、卢瓦-谢尔省、安德尔-卢瓦尔省、曼恩-卢瓦尔省和马耶讷省接壤，是法国大西部的入口，连接卢瓦尔河谷、布列塔尼和巴黎盆地。
与叙尔丰接壤的市镇（或旧市镇、城区）包括：梅里兹河畔勒布雷伊、布卢瓦尔、梅里兹河畔阿尔德奈、沙勒。

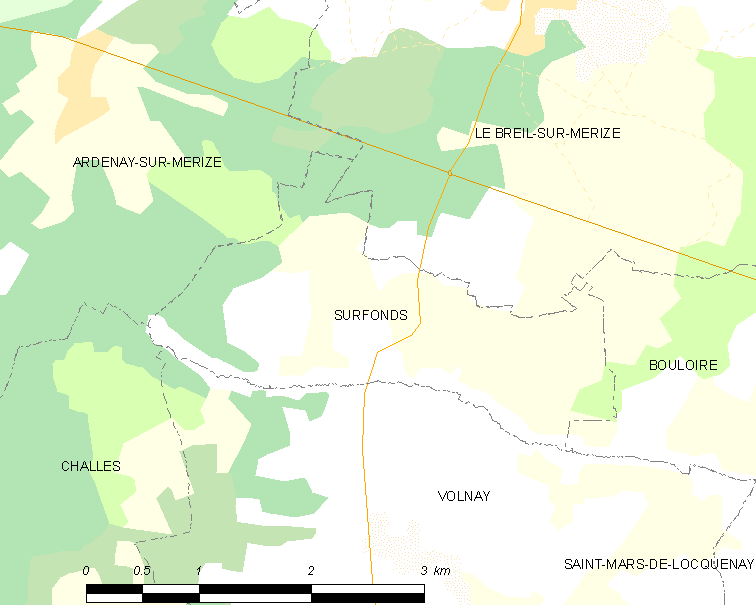
叙尔丰的OSM定位图

叙尔丰的时区为UTC+01:00、UTC+02:00（夏令时）。

## 行政
叙尔丰的邮政编码为72370，INSEE市镇编码为72345。

## 政治
叙尔丰所属的省级选区为萨维涅莱韦克县。

## 人口

1962-2008年间叙尔丰人口变化图示

叙尔丰于2022年1月1日时的人口数量为339人。